# Caryanda badongensis
Caryanda badongensis är en insektsart som beskrevs av Wang, Yuwen 1995. Caryanda badongensis ingår i släktet Caryanda och familjen gräshoppor. Inga underarter finns listade i Catalogue of Life.